# Colias viluiensis
Colias viluiensis é uma borboleta da família Pieridae. Ela pode ser encontrada em Transbaikalia.

## Subéspecies
- C. v. viluiensis
- C. v. dahurica Austaut, 1899
- C. v. heliophora Churkin & Grieshuber, 2001 Chukotka

## Taxonomia
Tratada como uma subespécie de Colias hecla por Josef Grieshuber & Gerardo Lamas, que apontam que a ortografia viluensis foi usada por Ménétriés em seus primeiros trabalhos publicados.